# Saxifraga andrewsii
Saxifraga andrewsii är en stenbräckeväxtart som beskrevs av William Henry Harvey. Saxifraga andrewsii ingår i Bräckesläktet som ingår i familjen stenbräckeväxter. Inga underarter finns listade i Catalogue of Life.